# فیلیپ بولیکین
فیلیپ بولیکین (روسی: Филипп Фёдорович Булыкин؛ ۲۷ نوامبر ۱۹۰۲ – ۱۷ آوریل ۱۹۷۴ نظامی اهل امپراتوری روسیه بود که برندهٔ جوایزی همچون مدال «برای پیروزی بر آلمان در جنگ بزرگ میهنی ۱۹۴۱-۱۹۴۵»)، نشان ستاره سرخ، نشان پرچم سرخ، نشان لنین، و مدال «برای پیروزی بر ژاپن» شده‌است.

## نشان‌ها
- نشان لنین (۱۹۵۰)
- نشان پرچم سرخ (۱۹۴۵)
- نشان جنگ میهنی (درجهٔ دوم) (۱۹۴۵)
- ۲ نشان ستاره سرخ (هر دو در ۱۹۴۴)
- مدال «برای پیروزی بر آلمان در جنگ بزرگ میهنی ۱۹۴۱-۱۹۴۵»
- مدال «برای پیروزی بر ژاپن»